# 川口柳家遗址
川口柳家遗址，位于中国甘肃省庄浪县，为一个省级文物保护单位，类型为古遗址。
川口柳家遗址的历史年代为新石器时代至青铜时代。